# 毛叶槐
毛叶槐（学名：Sophora japonica var. pubescens）为豆科槐属下的一个变种。

## 扩展阅读
- 維基物種上的相關：毛叶槐